# Anaseini Takipo

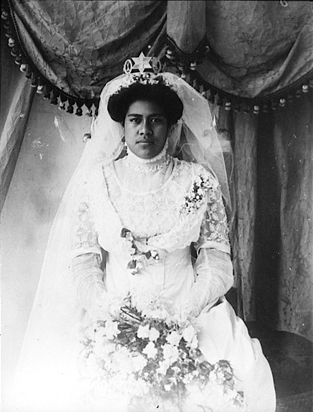
Königin Takito von Tonga am Hochzeitstag

ʻAnaseini Takipō Afuhaʻamango (auch: Ana Seini Takipo, * 1. März 1893, Nukuʻalofa, Tonga; † 26. November 1918, Finefekai, Nukuʻalofa, Tonga) war die Königin (Queen consort) von Tonga von 1909 bis 1918. Sie war die zweite Frau von George Tupou II.

## Leben
ʻAnaseini Takipō Afuhaʻamango wurde am 1. März 1893 in Nukuʻalofa geboren. Ihr Vater war Tēvita Ula Afuhaʻamango und ihre Mutter Siosiana Tongovua Tae Manusā. In mütterlicher Linie war sie eine Nachfahrin der königlichen Linie der Tuʻi Kanokupolu. König George Tupou II. hatte sich 1899 geweigert, ihre Halbschwester ʻOfakivavaʻu zu heiraten und hatte dafür Lavinia Veiongo geheiratet, eine Wahl, welche die Beziehungen der königlichen Familie mit dem Rest des Landes schwer beschädigte und beinahe zu einem Bürgerkrieg zwischen den Parteien führte, welche einerseits gegenüber der Familie von ʻOfa loyal und andererseits der Familie von Lavinia loyal war. Beide Frauen starben 1901, beziehungsweise 1902, und der trauernde König blieb unverheiratet und hatte nur eine legitime Tochter, Prinzessin Sālote Mafile‘o Pilolevu, welche als Erbin für die ehemaligen Unterstützer von ʻOfa untragbar war.
Um seine Untertanen und das Council of Chiefs zufrieden zu stellen, heiratete König Tupou II. ʻAnaseini Takipō, die Schwester der verschmähten ʻOfa, am 11. November 1909. Sie war zur Zeit der Hochzeit sechzehn Jahre alt. Man erwartete, dass der König einen männlichen Erben zeugen könnte, der ihm auf den Thron folgen sollte. Prinzessin Sālote wurde daher nach Auckland, Neuseeland, geschickt, als eine Form des Exils.
Königin Takipō gebar zwei Töchter: ʻElisiva Fusipala Taukiʻonelua (1911–1911, „Princess ʻOnelua“) und ʻElisiva Fusipala Taukiʻonetuku (1912–1933, „Princess Fusipala“). Prinzessin ʻOnelua starb in früher Kindheit an Convulsion und Prinzessin Fusipala starb unverheiratet in Australien.
König Tupou starb am 5. April 1918. Seine älteste Tochter, die Königin Sālote Tupou III., wurde die erste Queen Regnant von Tonga. Kurz darauf starb die Queen Dowager Takipō in Finefekai, Nukuʻalofa, am 26. November 1918 im Lauf der Spanischen Grippe-Epidemie, durch welche acht Prozent der Population von Tonga zu Tode kamen. Nach dem Tod von Takipō übernahm Sālote auch die Vormundschaft für ihre Halbschwester Prinzessin Fusipala. Takipō wurde in Malaʻeʻaloa, dem Begräbnisplatz der Häuptlinge in Kolomotuʻa begraben, anstatt in Malaʻekula, wo ihr Ehemann und auch die Töchter bestattet worden waren.